# Metropolis (film)

Metropolis este un film mut de science fiction regizat de Fritz Lang pe un scenariu scris de Lang și Thea von Harbou, soția sa. Lang și von Harbou au scris scenariul filmului în anul 1924, respectiv în 1926, scenariul a fost transformat de către Thea von Harbou într-un roman cu titlu omonim, Metropolis.
Metropolis este singurul film de cinema din programul Registrul Memoria Lumii (patrimoniul mondial de documente) al organizației UNESCO.

## Rezumat
Acțiunea este plasată într-un oraș gigant al viitorului, înfățișat într-o manieră caracteristică societăților de tip distopic, prezentând o temă comună a lucrărilor științifico-fantastice a anilor 1920, criza socială „perpetuă” a capitalismului dintre forța de muncă, muncitorii, și proprietari.

## Realizarea
Distribuția filmului cuprinde actorii Alfred Abel ca primar al orașului, Gustav Fröhlich în rolul fiului său care încearcă să medieze tensiunile ivite între casta conducătorilor și muncitori, Brigitte Helm în dublul rol al unei muncitoare cu inimă de aur, dar și al robotului care este folosit pentru a o înlocui, precum și pe Rudolf Klein-Rogge în rolul savantului nebun care crease robotul.
Filmul "Metropolis" a fost produs și realizat în Germania la Studiourile Babelsberg de către Universum Film A.G. (companie de film cunoscută ca UFA), și lansat în 1927 în timpul unei perioade de relativă stabilitate a Republicii de la Weimar.
Cel mai scump film de până atunci, unul dintre cele mai reușite exemple ale expresionismului german din film și nu numai din film, "Metropolis" a costat aproximativ 5 milioane de mărci "Reichsmark" (moneda germană între 1924 - 1948); suma corespunde azi la circa 16,6 mil. €. După premiera fără succes care a avut loc în Germania, filmul a fost tăiat substanțial în lungime, considerându-se că era prea lung pentru marele public. Ulterior, în ciuda a numeroase eforturi de a fi restaurat la forma inițială, publicul de pretutindeni a avut parte doar de copii scurtate și editate în diferite moduri de diferiți așa-ziși "experți". Originalul, mai lung, se pare că s-a pierdut, și până de curând nu a putut fi regăsit sau reconstruit. Inconsistența copiilor ulterioare, respectiv devierea de la opera originală, au fost agravate de faptul că pe piața americană dreptul de autor (copyright) asupra filmului expirase în 1953, fapt care a dus la o adevărată proliferare de diferite versiuni, fiecare pretinzând a fi "cea mai apropiată de original".

## Surpriza
De curând însă (în anul 2008), la Museo del Cine din Buenos Aires, Argentina, au fost regăsite câteva role de film - copii ale originalului "Metropolis", conținând circa 30 de minute de film crezute pierdute pentru totdeauna. Restaurarea rolelor a avut loc la Casa Cinematografului din Wiesbaden, Germania, până în martie 2009. Filmul cunoscut (versiunea restaurată din 2001) a fost apoi întregit cu aceste secvențe noi; pentru diferențiere, versiunea nouă a fost numită "Metropolis 27/10" (1927/2010).
Premiera mondială a filmului întregit a avut loc simultan la Berlin, la Frankfurt, precum și la televiziunea germană pe programul "Arte" - la 12 februarie 2010. El va fi publicat și pe DVD, probabil încă în decursul lui 2010.